# Chica de Luttra

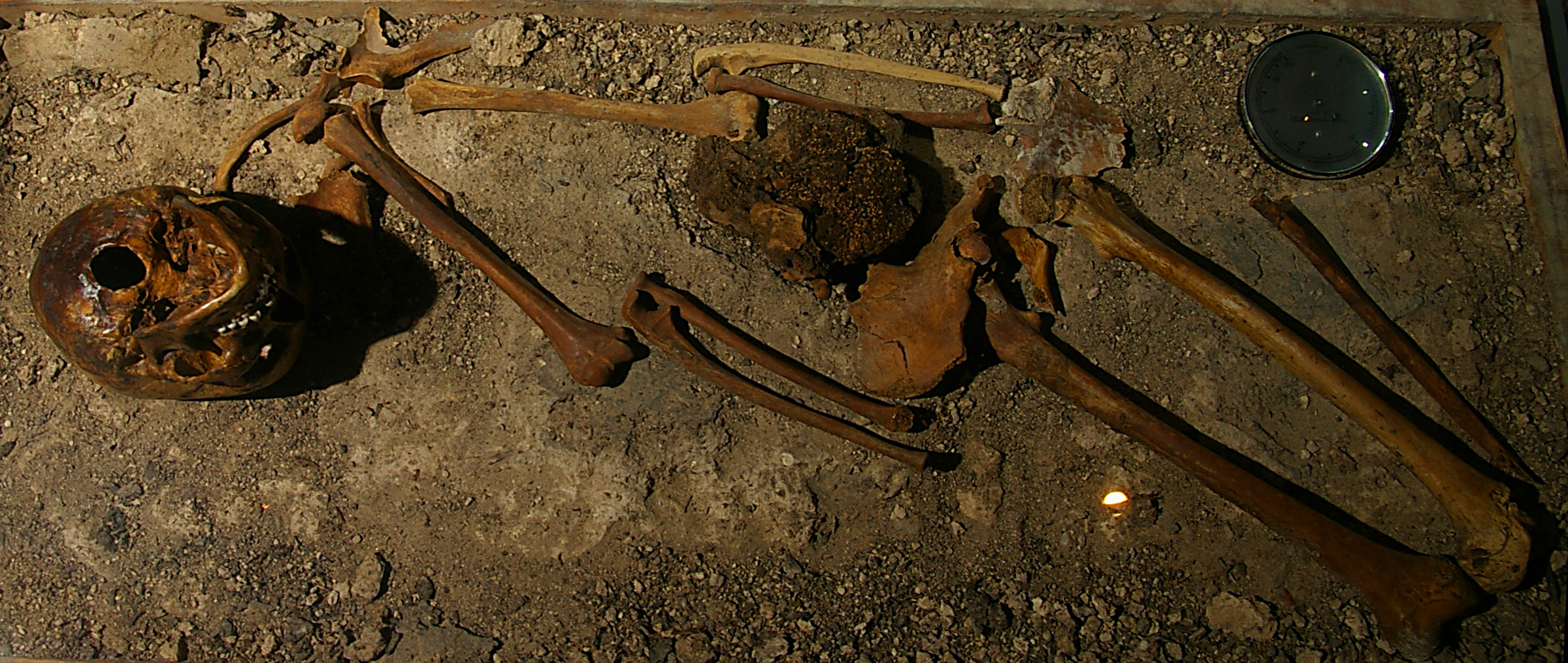
Esqueleto de la joven de Luttra exhibido tal como fue encontrado.

La chica de Luttra (en sueco, Hallonflickan; en danés, Hindbærpigen; en español, Chica de las frambuesas) es un cuerpo del pantano del periodo Neolítico, hacia 3000 a. C., que fue encontrado en 1943 en un pantano en el municipio de Falköping, provincia de Västra Götaland, Suecia. Debido a las frambuesas que fueron su última comida y su juventud, fue apodada Hallonflickan, en español "Chica de las frambuesas". Se encuentra en exposición en el Museo Falbygdens en Falköping desde 1994.

## Hallazgo

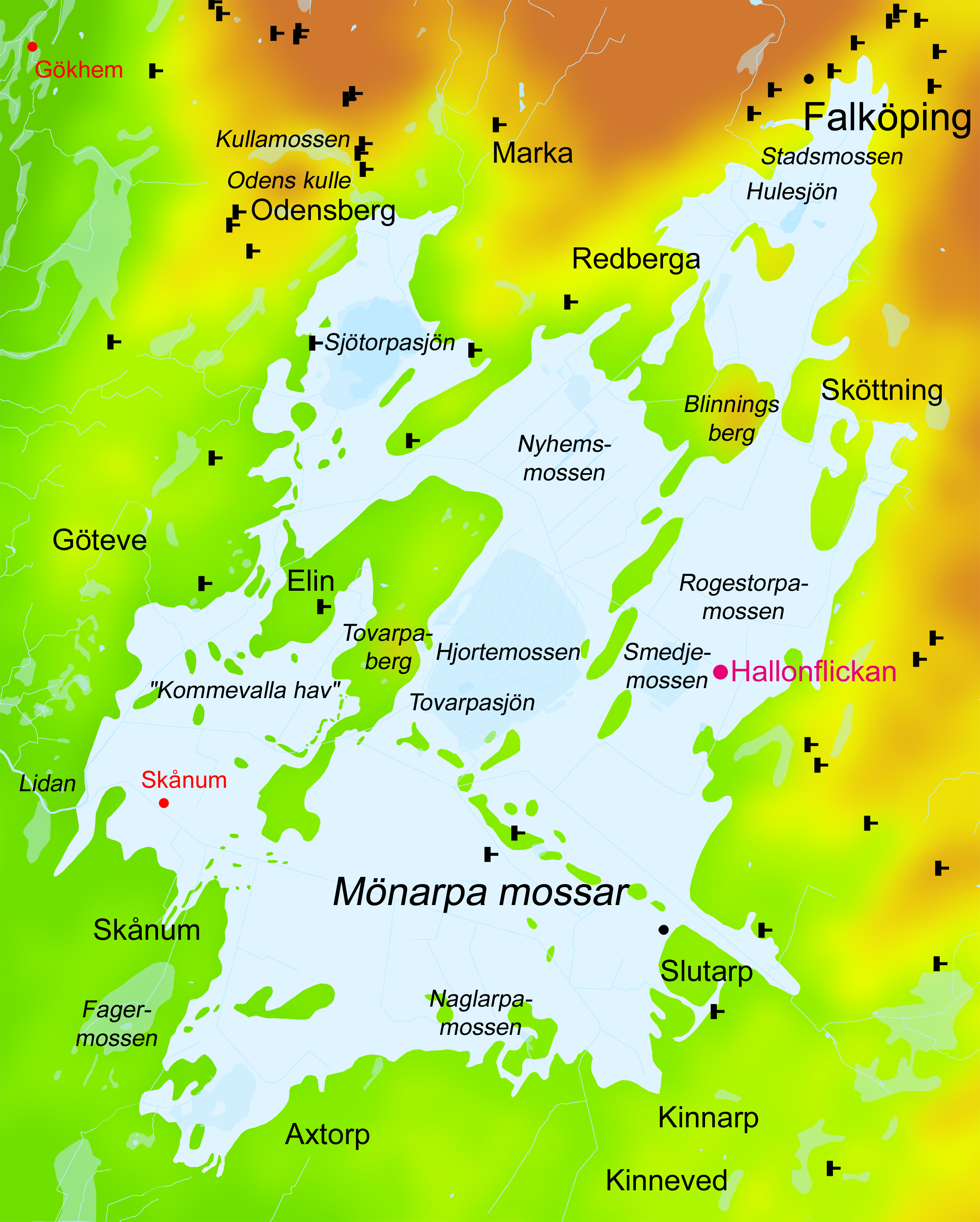
El lugar donde se encontró a la mujer de Luttra se llama "Hallonflickan".

El granjero Carl Vilhelmsson se encontró con la mano de un cadáver esqueletizado a finales de mayo de 1943 mientras cortaba turba en el páramo de las tierras altas de Rogestorpamossen, a una profundidad de 1,20 m por debajo de la superficie. El Rogestorpamossen es parte del mossar Mönarpa y se encuentra cerca de la parroquia de Luttra socken en el municipio de Falköping. El sitio está a unos 50 metros al este de la antigua línea de ferrocarril entre Falkirk y Ulricehamn, que desde principios del siglo XXI se utiliza como carril bici. Vilhelmsson informó al representante local del Reichsantiquaramt, el maestro principal Hilding Svensson de Falköping, quien inspeccionó el hallazgo al día siguiente y envió el informe al Reichsantiquaramt. El experto convocado, el arqueólogo Karl Esaias Sahlström de la Autoridad de Geología de Suecia, descubrió que una investigación in situ exhaustiva del hallazgo no era posible, así que cortó el bloque de turba conteniendo el cuerpo y lo envió a Estocolmo en tren.

## El cuerpo

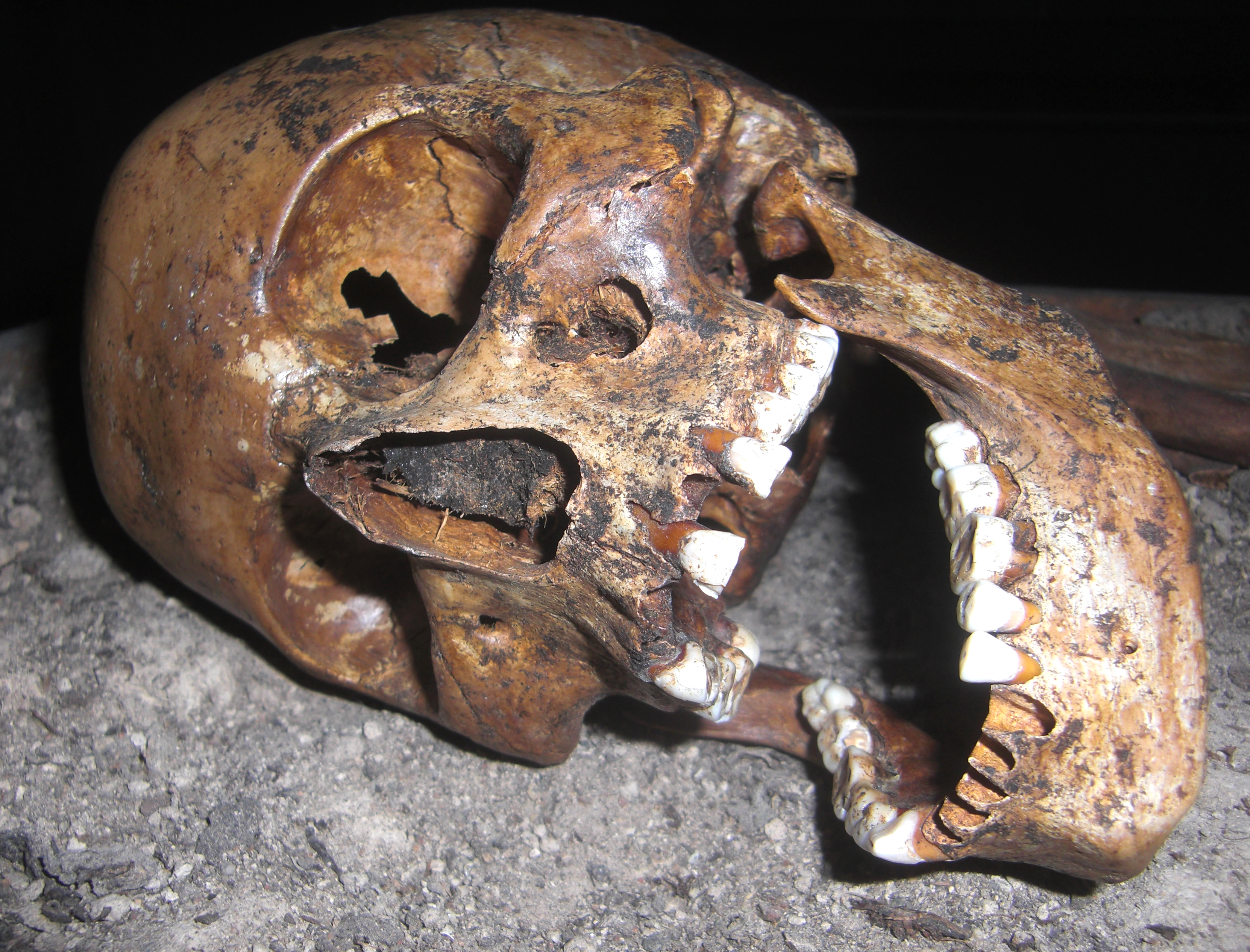
Cráneo.

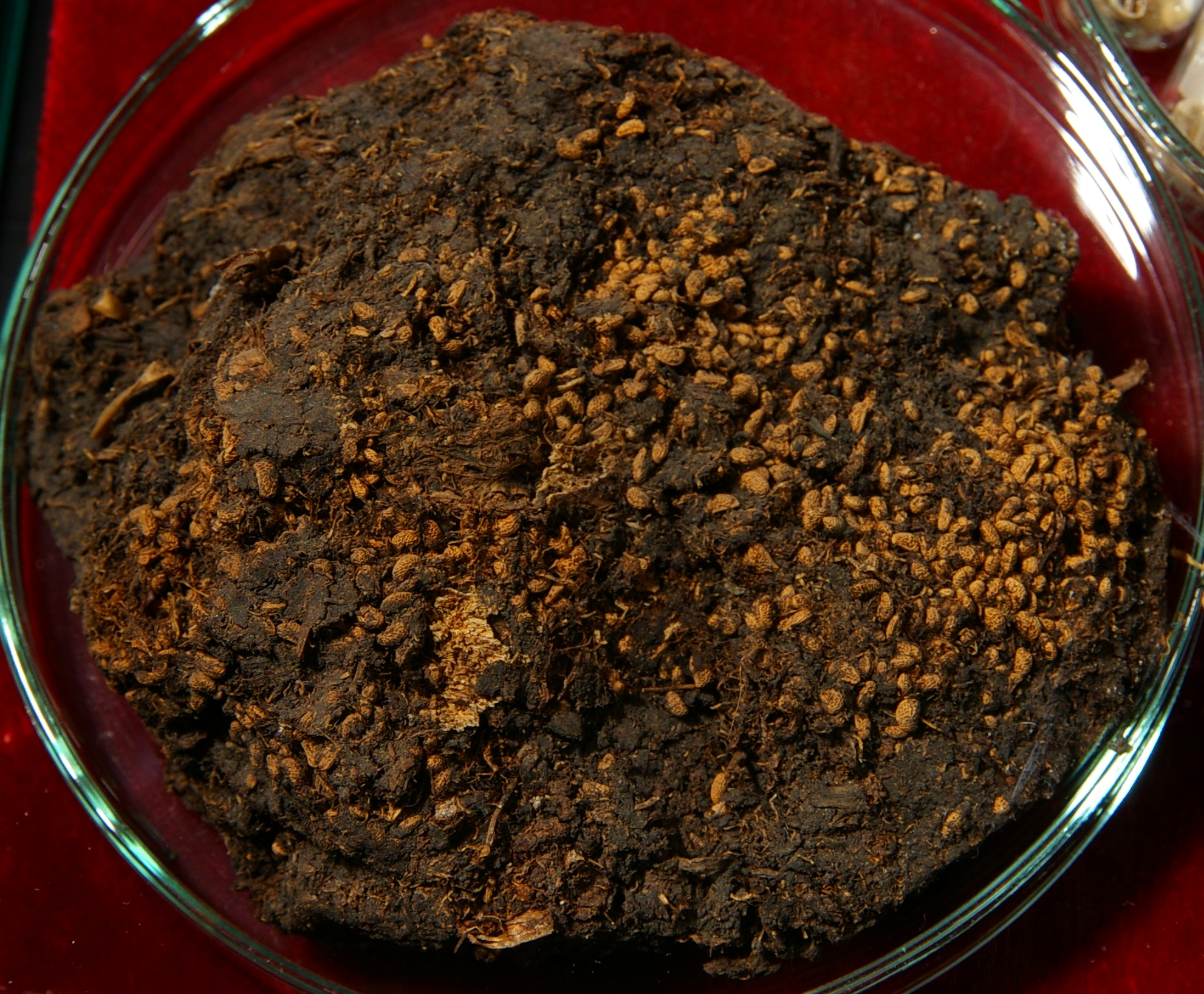
Restos del contenido del estómago con semillas de frambuesa.

En la década de 1940, el hallazgo fue investigado bajo la dirección del profesor Nils-Gustaf Gejvall. El cuerpo estaba orientado al norte-noroeste-sur-sureste, con la cabeza hacia el norte. Solo se conservaba el esqueleto incompleto, faltaban especialmente los huesos entre el cráneo y la pelvis. El cráneo en sí está muy bien conservado, solo la región nasal interna está un poco más desgastada. El resto de los huesos está en mal estado. El examen antropológico de los restos reveló que se trataba de una joven delicada que con una altura de 1,45 m, era más bien pequeña. Las mujeres neolíticas de la misma edad en esta región medían en promedio entre 1,53 y 1,63 m de altura. Sus piernas estaban dobladas hacia atrás, de modo que sus pantorrillas estaban contra sus muslos. Muy probablemente las piernas estuvieran atadas con ligaduras o correas que no se conservaron en el páramo. En la capa de turba en la que estaba incrustado el esqueleto, se encontró una gran cantidad de semillas de frambuesa en la zona del estómago, que por su ubicación pudieron identificarse como parte del antiguo contenido del estómago. Al parecer, la joven había consumido la fruta poco antes de su muerte. Dado que las frambuesas no se podían almacenar durante un largo período de tiempo en el neolítico, la mujer debió haberlas comido frescas. Como resultado, debió haber muerto a finales del verano, alrededor de los meses de julio o agosto. Este es un caso especial en la medida en que todos los cuerpos de los pantanos conocidos hasta la fecha en Suecia murieron en los meses de invierno. Según el análisis de polen del perfil de turba, inicialmente se asumió que el cadáver tenía más de 4000 años.
En la década de 1990, Sabine Sten y Torbjörn Ahlström volvieron a examinar a la Chica de las frambuesas. Se encontró que las semillas de frambuesa provenían de diferentes tipos de frambuesa. Un estudio de las placas epifisarias reveló que la mujer tenía entre 18 y 20 años. Otros hallazgos como la osificación de las suturas craneales y la estructura dentaria apuntan a entre 20 y 25 años.

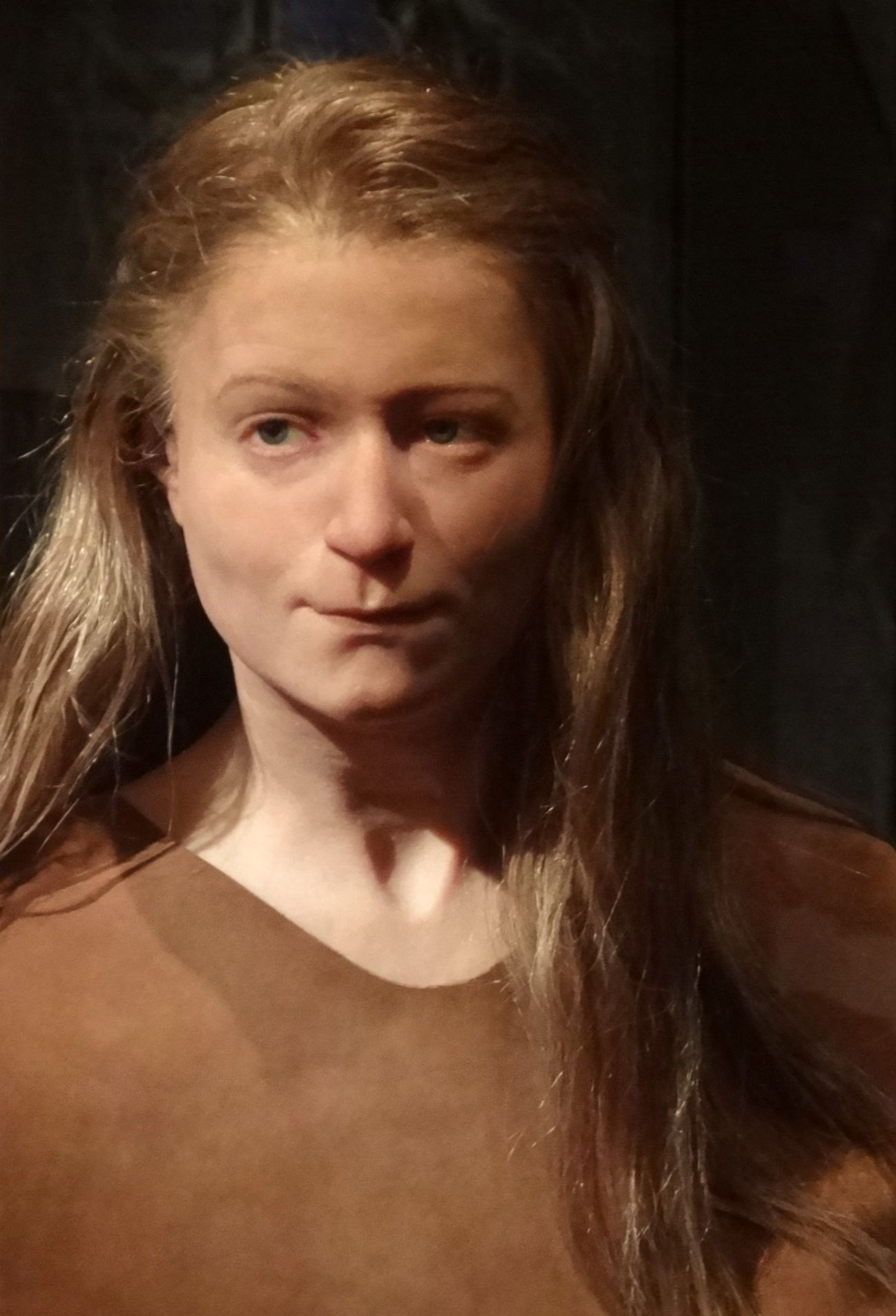
Recreación a tamaño natural de la chica de Luttra en vida.

Un examen por radiocarbono descubrió que la mujer era 1000 años más antigua de lo que se creía, datando de principios del Neolítico, entre 3105 y 2935 a. C. Al examinar las muestras de turba, se pudieron detectar restos de unos dos o tres milímetros de largo de caracoles de agua dulce, lo que indica que originalmente el cuerpo fue sumergido en aguas poco profundas. Esta teoría también está respaldada por la falta de huesos, que probablemente se soltaron y esparcieron después de que los tejidos blandos se hubieran descompuesto en el agua. También es posible que su cuerpo se hundiera directamente en el fondo fangoso del lago. No se pudo aclarar la causa exacta de la muerte.

## Interpretación

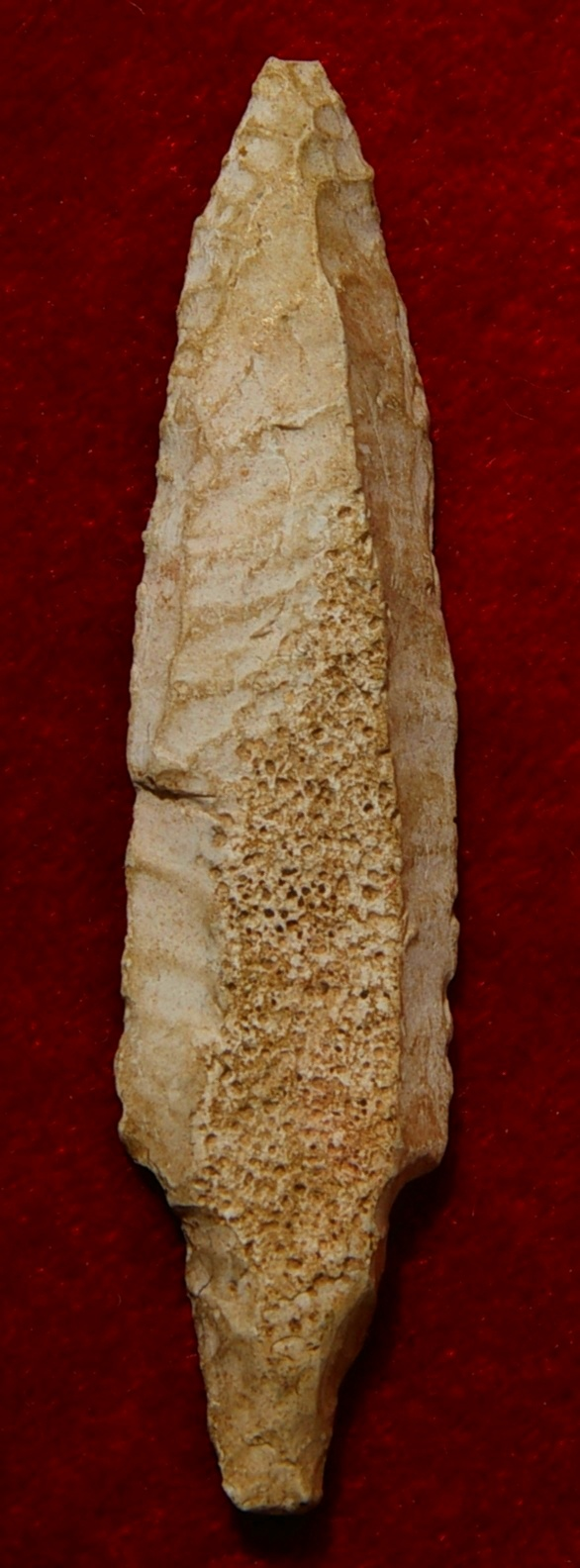
Punta de flecha del Rogestorpamossen.

Tres años antes del descubrimiento de la chica de Luttra se encontró a dos metros de distancia a la misma profundidad una punta de flecha de sílex. Esto llevó a suponer que la mujer fue asesinada por disparos de flecha y luego arrojada al agua. Los investigadores sospecharon que esta punta de flecha había fallado y que fue asesinada por un segundo disparo de flecha. Sin embargo, durante las excavaciones posteriores no se halló una segunda punta de flecha ni rastros de golpes en los huesos. Existe una alta probabilidad de que la punta de flecha no tenga conexión alguna con la mujer.
Debido a la postura, se descartó un accidente o ahogamiento. Por otro lado, sería posible un homicidio, siendo la joven víctima de un crimen. Tampoco se puede descartar que fuera ejecutada. Muchos expertos ven la posición de las piernas como un indicio de sacrificio. Sin embargo, la mujer probablemente murió a finales del verano, por lo que se descarta un sacrificio a una deidad de la fertilidad, ya que las ofrendas para propiciar la fertilidad agrícola generalmente se realizaban a finales del invierno o inicios de la primavera. Probablemente sería sacrificada para otro propósito y otros dioses.